# سترونجولي
سترونجولي هي مدينة وبلدة يبلغ عدد سكانها أكثر من 6000 نسمة في مقاطعة كروتوني، في كالابريا، أقصى جنوب إيطاليا.

## تاريخ
في العصور القديمة، كانت سترونجولي هي موقع بيتليا،  قيل أن فيلوكتيت أسستها. إنها مسقط رأس الملحن الباروكي الإيطالي ليوناردو فينشي .

## التاريخ الكنسي
يزعم بعض المؤرخين أن بيتيليا القديمة كانت بالفعل أسقفية، تأسست ربما في 546 أو بعد ذلك تبني اسم المدينة الجديد من العصور الوسطى Strongoli، ولكن بدون أدلة قوية، والنظرة في لم تذكر قط في الإمبراطورية البيزنطية Notitia Episcopatuum لبطريركية القسطنطينية، التي كانت معظم الأبرشيات في كالابريا تنتمي إليها في القرن التاسع حتى القرن الحادي عشر، لذلك قد يعود تأسيسها إلى النورمان، ربما أواخر القرن الثاني عشر.
أول سجل تاريخي لأبرشية سترونجولي (كوريات إيطالي) / سترونجولين (أخت) (صفة لاتينية) هو عبارة بابوية من البابا لوسيوس الثالث في عام 1183 ، أطلق عليها اسم أسقفية أبرشية سانتا سيفيرينا (مع تأكيد امتيازات متروبوليتان) ).
كانت الأسقفية الصغيرة، التي تتألف فقط من بلدية سترونجولي، محصورة من قبل السيا الأيونية]]، وأبرشية كروتوني (التي يفصلها نهر نيتو)، وأبرشية أومبرياتكو وعاصمتها، أبرشية سانتا سيفيرينا.
كانت كاتدرائيتها كنيسة بطرس وبولس (chiesa dei Santi Pietro e Paolo) ، الرعية الوحيدة في المدينة الأسقفية.
ومع ذلك، بين القرنين الرابع عشر والسادس عشر، كانت الأبرشية تؤوي ديرًا للرهبان الصغار (سانتا ماريا ديلي غراتسي) ، ودير أوغسطيني (سانتا ماريا ديل بوبولو) ، ودير كابوشين (سان فرانشيسكو دي أسيزي) وبعض خمسة عشر كنيسة والمصليات. 
في 1818.06.27 تم قمع المنشار، وتم دمج أراضيها في أبرشية كارياتي آنذاك

### التنظيمات السكنية
(كل الطقوس الرومانية )
غير مكتمل : القرون الأولى الناقصة
أساقفة سوفراجان من سترونجولي
- ماديو ؟ (مذكور في 1178) [7]
- إيرينيو = إيريناوس (il 1179)
- مجهول (أسقف (أسقف؟)) (مذكور عام 1215 ؛ عام 1219 ؛ عام 1223) [8]
- ويليام = جوجليلمو (عام 1246) [9]
- Peter = Pietro I، Benedictine Order (OSB) (30 يناير 1255 - 1266/1267) [10]
- يوهانس = جيوفاني (فلوريدا. يونيو 1284 - أبريل 1286)

للاستفادة من ويكي الإيطالية
- روجيرو (1282 - 1290.11.11) ، أسقف رابولا التالي (إيطاليا) (1290.11.11 - 1305)
- فرانشيسكو (1291 - الموت 1297)
- Uguccio ، النظام الدومينيكي (OP) (1297.03.18 - ؟ )
- سيمون (؟ - ؟ )
- روجيرو (1322؟ - ؟ )
- بيترو (1330.09.10 - 1342)
- توماسو دي روزا؟ الإخوة المتدينون الأصاغر (OFM) (1342.11.13 - الموت 1351)
- الامانو (1351.05.30 - ؟ )
- بيترو (؟ - ؟ )
- ريموندو (؟ - ؟ )
- باولو دي ميديسي؟ كونتينوال OFM (1374.07.14 - ؟ )
- فيتو (1375.09.27 - 1385.04.28) ؛ أسقف تريكاريكو غير القانوني التالي (إيطاليا) (1385.04.28 - 1399.11) ، ثم أسقف تريكاريكو الكنسي (إيطاليا) (1399.11 - وفاة 1403)
- أنطونيو (1389.06.18 - ؟ )
- جياكومو (1400.04.28 - 1402.10.09) ، سابقًا أسقف أنجلونا (1399.05.17 - 1400.04.28) ؛ لاحقًا أسقف أليس (إيطاليا) (1402.10.09 - 1403.08.03) ، أسقف لافيلو (1403.08.03 - ؟ )
- بيترو (1407.07.23 - الموت 1413)
- أنطونيو دي بوديو (1418.03.09 - 1429.12.23) ، أسقف غير قانوني سابقًا لبوسا (إيطاليا) (1410.05.23 - 1418.03.09) ؛ فيما بعد المطران رئيس أساقفة سانتا سيفرينا (إيطاليا) (1429/12/23 - وفاة 1453)
- توماسو روسي (1429.12.23 - وفاة 1433) ، أسقف سيرينزيا سابقًا (1420.12.23 - 1429.05.18) ، أسقف أوبيدو مامرتينا (إيطاليا) (1429.05.18 - 1429.12.23)
- دومينيكو روسي (1433.12.14 - وفاة 1470)
- نيكولا باليستراري (1470.03.11 - ؟ )
- جيوفاني دي كاستيلو (1479.04.21 - 1486.05.10) ، أسقف كارينولا التالي (إيطاليا) (1486.05.10 - الموت 1501؟ )
- جيوفاني أنطونيو جوتي (1486.05.10 - ؟ )
- جيرولامو لوسكو (1496.12.02 - الموت 1509)
- جاسباري دي مورجيس (1509.11.21 - ؟ )
  - المسؤول الرسولي الكاردينال جيرولامو جريمالدي ( 1534.05.10 - 1535.11.15) ، بينما الكاردينال الشماس من S. .06) ، المدبر الرسولي لأبرشية فينافرو (إيطاليا) (1528.10.09 - 1536.06.02) ، المدير الرسولي لأبرشية Bari e Canosa (إيطاليا) (1530.09.02 - 1540.08.20) ؛ مدير رسولي لاحقًا لأبرشية ألبينجا (إيطاليا) (1538.11.15 - 1543.11.27)
- بيترو رانييري (1535.11.15 - ؟ )
- جيرولامو زاكوني (1541.05.20 - 1558.06.15)
- ماتيو زاكوني (1558.06.15 - الموت 1565)
- توماسو أورسيني (1566.08.15 - 1568.01.23) ، أسقف فولينيو التالي (إيطاليا) (1568.01.23 - 1576.01.25)
- Timoteo Giustiniani ، Dominican Order (OP) (1568.04.05 - الموت 1571) ؛ سابقًا آخر أسقف لأريو (كريت، اليونان المعزولة) (1550.06.27 - 1551.10.05) ، أول أسقف لريتيمو أريو (كريت، جزيرة اليونان) (1551.10.05 - 1564.04.15) ، أسقف خيوس (اليونان المعزولة) (1564.04.15 - 1568.04.05)
- غريغوريو فوربيشيني (1572.01.23 - الموت 1579)
- رينالدو كورسو (1579.08.03 - الموت 1582)
- دومينيكو بتروتشي (1582.04.27 - 1584.07.23) ، التالي أسقف بيسينيانو (إيطاليا) (1584.07.23 - الموت 1598)
- جيوفاني لويجي ماريسكوتي (1585.01.14 - وفاة 1587.01.03)
- كلاوديو ماريسكوتي، الكونفدرالية البينديكتية (OSB) (1587.02.18 - الوفاة 1590.02.24)
- كلاوديو فيكو (1590.03.21 - ؟ )
- مارسيلو لورينزي (1600.01.31 - الموت 1601)
- سيباستيانو غيسليري (1601.04.30 - الموت 1627.10.02)
- رئيس الأساقفة برناردينو بيكولي (1627.10.02 - وفاة 1636) ، خلفًا لرئيس أساقفة نيقية السابق (1621.12.15 - 1627.10.02) وكوادجوتور أسقف سترونجولي (1621.12.15 - 1627.10.02)
- سالوستيو بارتولي (1636.11.10 - الموت 1637.05)
- جوليو ديوتاليفي (1637.12.14 - وفاة 1638.09)
- كارلو ديوتاليفي (1639.05.02 - وفاة 1652.03)
- Martino Denti de 'Cipriani ، Barnabites (B.) (1652.08.26 - الموت 1655)
- Biagio Mazzella ، OP (1655.10.25 - 1663.02.26) ، أسقف Sant'Agata de 'Goti التالي (إيطاليا) (1663.02.26 - الموت 1664)
- أنطونيو ماريا كامالدا (1663.07.02 - وفاة 1690.12)
- جيوفاني باتيستا كاروني (1691.12.19 - الموت 1706.04)
- دومينيكو مارزانو (1719.03.28 - 1735.07.27) ، أسقف بوفا التالي (إيطاليا) (1735.07.27 - الموت 1752)
- Gaetano de Arco (1736 - 1741.03.06) ، أسقف Nusco التالي (إيطاليا) (1741.03.06 - الموت 1753.05.25)
- فرديناندو مانداراني (1741.07.31 - 1748.01.29) ، أسقف Oppido Mamertina التالي (إيطاليا) (1748.01.29 - 1769.11.09)
- دومينيكو موريلي (1748.01.29 - الموت 1793؟ )
- باسكوال بتروتشيلي (1793.06.17 - وفاة 1796؟ 98)
- Sede vacante (1798 - انظر المقموع 1818)

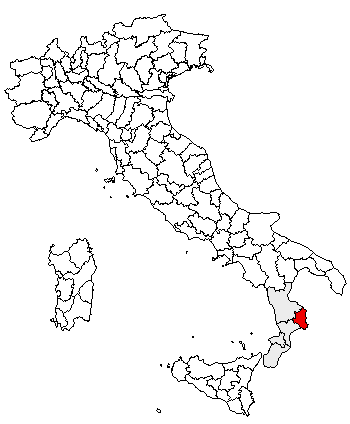

تم استعادة الأبرشية اسميًا في عام 1969 باسم الأسقفية الفخرية لسترونجولي (الإيطالية )/سترونجولين (أختاه) (الصفة اللاتينية).
كان لديها شاغلو المناصب التالية، حتى الآن من الرتبة الأسقفية المناسبة (الأدنى):
- نيكولاس فيرهوفن، مرسلي القلب المقدس (MSC) (1969.06.26 - استقال عام 1976.09.15) كخارج، توفي عام 1981 ؛ سابقًا الأسقف الفخري لهرمونثيس (1947.03.13 - 1961.01.03) كآخر نائب رسولي لمانادو ( إندونيسيا ) (1947.03.13 - 1961.01.03) ، (انظر) تمت ترقيته إلى أسقف مانادو الأول (إندونيسيا) (1961.01.03 - 1969.06 .26)
- Olavio López Duque، Augustinian Recollects (OAR) (1977.05.30 - death 2013.06.11) بصفته النائب الرسولي في Casanare ( كولومبيا ) (1977.05.30 - 1999.10.29) ، بصفته مديرًا رسوليًا لأبرشية يوبال (كولومبيا) (1999.10.29). 29 - 2001.06.22) وما بعدها
- بارثول باريتو (2016.12.20 -. . . ) ، الأسقف المساعد لأبرشية بومباي ( الهند ) (2016.12.20 -. . . ).

## اقتصاد
تعتمد سترة نجولي على إنتاج الزيت والنبيذ والحبوب والحمضيات وتربية الماشية المكثفة.